# Tengger

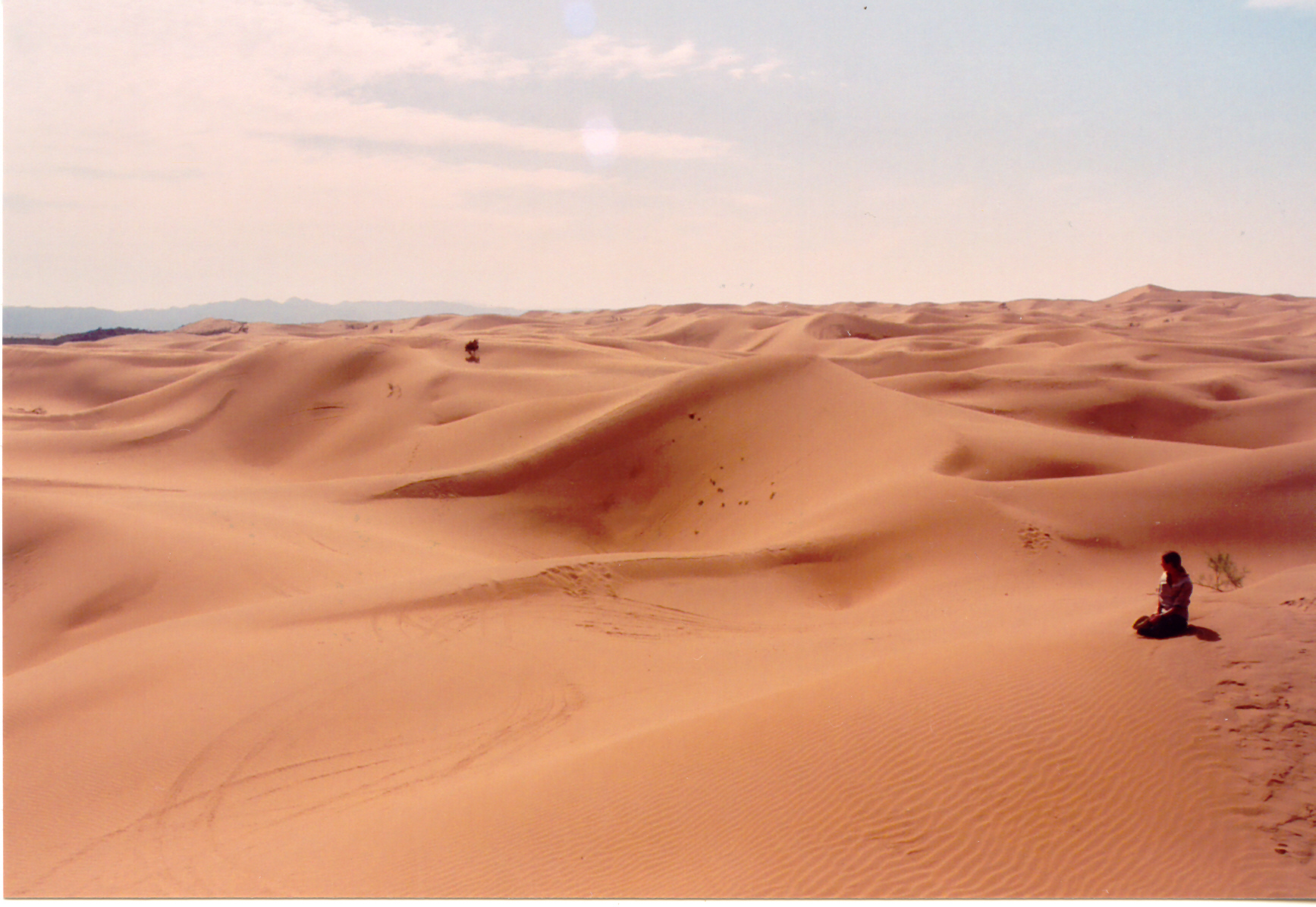
Wydmy na pustyni Tengger

Tengger (chiń. upr. 腾格里沙漠; chiń. trad. 騰格里沙漠; pinyin Ténggélǐ Shāmò) – piaszczysta pustynia położona w północnych Chinach, na zachód od gór Helan Shan, w południowo-zachodniej części Mongolii Wewnętrznej i częściowo w prowincji Gansu.
Pustynia zajmuje powierzchnię ok. 42 700 km² (według innych źródeł ok. 36 700 km²) i leży na wysokości 1200–1400 m n.p.m. Ok. 70% powierzchni pustyni zajmują piaszczyste wydmy. Znaczna część wydm to wydmy ruchome, których średnia wysokość wynosi 10–20 m. Najwyższe wydmy występują w centralnej części pustyni i sięgają 50–100 m. Miejscami występują także niepokryte piaskiem, silnie zdenudowane i zerodowane pozostałości wzniesień i ostańce (wysokość do 200 m), a także wyschnięte słone jeziora porośnięte trawami. Średnia roczna suma opadów nie przekracza 200 mm.